# Лотлорієн
Лоріен (квен. Lorien — ліс сновидінь) — у легендаріумі Дж. Р. Р. Толкіна під цим ім'ям вказано одну особу і два географічних об'єкти.

## Лоріен в Амані
Лоріеном називають валу Ірмо — повелителя видінь і снів; менший брат Намо Мандоса хранителя Дому Померлих та Судді Валарів. У Амані ростуть сади Ірмо Лоріена, що також звуться Лоріен вони є найчарівнішим місцем Валінору. Сади населені численними духами. У Лоріені є озеро Лореллін, де на затіненому острові вдень спить дружина Ірмо Есте Ніжна, що є цілителькою ран і втоми. У водограях Ірмо і Есте мешканці Валінору черпають оновлення; навіть валари часто приходять до Лоріену і знаходять там спокій і полегкість від тягот Арди.
У Лоріені тривалий час мешкали маяри Меліан та Олорін, що згодом у різний час прийшли до Середзем'я. У Лоріені відпочивав маяр Ороме Мисливця Тіліон, котрий після загибелі Дерев Валар став вести лодію Місяця.
У Лоріен пішла перша дружина Фінве Міріель, знесилена після народження сина Феанора і померла там, відійшовши у чертоги Мандоса.

## Лоріен (Лотлоріен) у Середзем'ї
Лоріен — ліс у краї Рованіон між Імлистими горами і річкою Андуїн та королівство ельфів-галадримів, розташоване в ньому. Також мав назви Лорінанд, Лауренанде, Глорнан, Нан-Лаур, Лотлоріен (квітучий Лоріен), Лауреліндорінан (Долина Співаючого Золота), Двіморвін (роганськ. Ліс Примар).

## Географія
Лоріен був розташований на схід від Імлистих гір на правому березі Андуїна. Через ліс протікала притока Андуїна річка Келебрант (Срібна), в яку на західній околиці вливалася річечка Німродель. За  гирлом Німроделі починалась Стера  або Наіт - Лоріен (Лоріенський клин) - серце лісу, де діяли чари володарки Ґаладріелі, яка володіла Неньєю - одним з ельфійських перстенів. У центрі лісу розташувався пагорб Керін-Амрот — Курган Вічного Смутку, де навіть посеред зими цвітуть квіти еланору та шелестить зелена трава. Південніше пагорба на узвище розташувалась столиця королівства — місто Карас-Галадон, оточене ровом та стінами; житла в місті — талан, або по-ельфійському флет, — розташовані на велетенських деревах — меллорн, що росли тільки в цій частині Середзем'я, до того часу як володарка лісу Галадріель подарувала Сему Гемджі землю й насіння меллорна. На вершині пагорба на великому меллорні розташовані палати володарів краю Ґаладріель та Келеборна, на південний схід від нього був розташований сад, де знаходилось дзеркало Галадріелі.

## Історія

### Епоха Дерев і Перша епоха років Сонця
В Епоху Дерев і Першу Епоху років Сонця в краях, що пізніше були названі Ліндорінанд (Країна Великих Співаків) та Велике Зеленолісся, мешкали лісові ельфи з нандорів та аварів, що покинули ельдарів під час Великого Походу на Захід на берегах Андуїну. За однією з версій розповіді ельфами правили місцеві князі, за іншою — вони не мали своїх правителів. Місцеві ельфи жили по обидва боки Великої Річки без турбот, оскільки всі потуги Моргота сконцентрувалися на північному заході Середзем'я.

### Друга епоха
Після Війни Гніву, коли більша частина земель на захід від Синіх гір (Еред-Луїн) пішла під воду, на схід прийшли синдари Орофер та Амдір Мальгалад (Золоте сяйво) з Доріату. Орофер став королем ельфів Великого Зеленолісся, Амдір же заснував королівство у Ліндорінанді.
Між 1350 і 1400 роками Другої Епохи підбурювані Сауроном ерегіонські ельфи з Братства Ковалів повстали проти Галадріелі та Келеборна, Галадріель з дочкою Келебріан (чоповік Галадріелі Келеборн ще тривалий час жив у Ерегіоні, а після спустошення країни Сауроном переселився в Імладріс) покинули Ереґіон і через підземелля гном'ячого королівства Кгазад-Дум прийшли у Ліндорінанд. Разом із ними у краї оселились багато нолдорів і синдарів, що розповсюдили серед місцевого населення культуру Белеріанду, котра натомість витіснила місцеву. Вже тоді Галадріелі творець перснів Келебрімбор передав міфріловий перстень води Ненью, що посприяв розквіту краю. Саме Ґаладріель посадила у лісі перші меллорни, що до того росли тільки на острові Тол-Ересеа та в Нуменорі. Саме тоді ліс отримав назву Лауреліндоренан — Ліс Золотого Співу, а згодом — Лотлоріен — квітучий Лоріен. У Лоріені Галадріель очолила боротьбу проти Саурона і фактично управляла краєм. Завдяки її діям Сауронові посланці були вигнані з королівства.
У 3434 р. Д. Е. під час Війни Останнього Союзу король Амдір разом з військом виступив на поміч Еленділу та Гіл-Галаду і з'єднався з військом короля ельфів Зеленолісся Орофером. У битві при Даґорладі їх війська були оточені і загнані у болота, більшість їх разом із королями загинула, потому на тім місці виникли Мертві болота. Після Орофера у Великому Зеленоліссі став правити Трандуїл, а у Лоріені — Амрот.
Коли пав Саурон, Ґаладріель з дочкою Келебріан покинули Лоріен і тривалий час жили у Елронда в Імладрісі разом з Келеборном.

### Третя епоха
Після падіння Саурона народ Амрота тривалий час жив у безпеці, оскільки Саурон на довгі тисячоліття зник із Західного Середзем'я. Сам Амрот оселився у поселенні розташованому на деревах, що росли на пагорбі, згодом названому Керін-Амрот.
Амрот кохав діву Німродель багато літ і не був одружений, тому що вона не погоджувалась стати його дружиною. Німродель походила з Лісових Ельфів і говорила тільки їх мовою, навіть тоді коли в Лоріені нею вже не говорив ніхто. Вона жила біля водоспаду річки, що була названа на її честь. Ельфа не любила вихідців з Белеріанду, тому що вони, як здавалось їй, принесли роздори.
У 1981 р. Третьої Епохи, коли в Морії пробудився Жах Глибин і гноми покинули Кгазад-Дум, а на їх місці з'явились орки, Німродель втекла на південь. Амрот поспішив за нею і нарешті знайшов на околицях Фангорну, що був тоді значно ближчим до Лоріена.
Вони довго сперечались, і врешті Німродель згодилась стати його дружиною, якщо Амрот знайде край вільний від війн і приведе її туди.
Король погодився покинути Лоріен заради Німроделі, хоч на той час його народ перебував у небезпеці. Однак на той час у Середзем'ї ніде не можна було знайти землі, на яку б не впала тінь зла, і вони вирішили відплисти за море. Вирушили вони на берег затоки Белфалас, де колись існувало поселення ельфів Елделонд, було це в час правління Еарніла ІІ (1945—2043) — передостаннього короля Гондору. Дорогою Німродель загубилася, і Амрот довго шукав її. Він прибув на південь, коли останній корабель намагався відплисти за море. Ельфи не хотіли відкладати відплиття, оскільки були впевнені, що вона не прийде. Однак, бачачи горе Амрота, все ж перенесли відплиття на кілька тижнів. Тим часом Німродель, заблукавши у Білих горах, вийшла до річки, схожої на ту, біля якої вона жила у Лоріені, й заснула від утоми і проспала так довго, що спізнилася у Белфалас. Однієї осінньої ночі з півночі налетів сильний ураган, що потопив чимало людських кораблів у Белфаласі. Легкий ельфійський корабель зірвало з швартів і понесло в бік берегів Умбару. Врешті вони дістались Тол-Ересеа, однак Амрота серед тих ельфів не було. Прокинувшись, він побачив, як віддаляється берег, і з криком «Німродель!» кинувся в море, намагаючись дістатись суходолу, і потонув у бурхливих водах Белфаласу. Пагорб, біля якого він загинув, назвали Дол-Амрот, на ньому люди Гондору згодом збудували місто та замок, що стали центром краю Дорн-ен-Ерніль, і мешканці цього краю знали легенду про Амрота і Німродель.
Після відходу Амрота й Німроделі до Лоріену прийшли Ґаладріель і Келеборн, де їх обрали новими владиками краю. Проте титулу королів вони не прийняли, лишившись хранителями королівства.
Подібно до Доріату Першої Епохи, Лоріен тривалий час залишався осторонь від війн із Сауроном, залишаючись загадкою для мешканців сусідніх земель. Взимку 3019 р. Т. Е. члени Братства Персня прибули до королівства і деякий час перебували в ньому. Протягом Війни Персня орки тричі атакували ліс, однак безуспішно. Після падіння Саурона у квітні 3019 р. ельфи Лоріена разом з ельфами Морок-лісу контратакували орків і, перейшовши у наступ, штурмували і зруйнували чорний замок у Дол-Гулдурі. Після цього галадріми оселились на півдні Морок-лісу, перейменованого на Ерін-Ласгален (синд. Ліс Зеленолистя), ця частина лісу отримала назву Нового, або Східного, Лоріену. На початку Четвертої Епохи Галадріель відпливла за море, після її відходу Келеборн разом з більшою частиною свого народу жив у Рівенділі (Імладріс), галадіни ще жили в Ерін-Ласгален, а Лоріен було покинуто.
Восени 120 року Четвертої Епохи, після смерті короля Елесара, його дружина Арвен прийшла до Лоріену і, прилігши на Керін-Амрот, спочила там вічним сном.

## Прототип
Можливим прототипом лісу Лоріен, а також Старого Пралісу, Морок-лісу, Фангорну є лісовий масив Пазлвуд у графстві Глостершир (Англія).

## Образ Лоріену в сучасній культурі
Ім'я «Lothlorien» має новозеландський гурт, що виконує кельтську, ірландську і англійську музику в стилі фольк-рок.
Lothlorien — композиція з альбому «Shepherd Moons» ірландської співачки Енії, що вийшов 1991 року.
Ім'я Lothlorien мав шведський гурт, що грав у стилі мелодійний дет-метал.
«Лоріен» — композиція з альбому «Отдохни, волшебник» російського фольк-гурту з Москви «Мелдіс».
Lorien - спілка політично правих італійських музикантів та ентузіастів.